# Comuna de Chojnów
Chojnów (polaco: Gmina Chojnów) é uma gminy (comuna) na Polónia, na voivodia de Baixa Silésia e no condado de Legnicki. A sede do condado é a cidade de Chojnów.
De acordo com os censos de 2004, a comuna tem 9364 habitantes, com uma densidade 40,5 hab/km².

## Área
Estende-se por uma área de 231,17 km², incluindo:
- área agricola: 69%
- área florestal: 20%

## Demografia
Dados de 30 de Junho 2004:
|                      | Total   | Total | Mulheres | Mulheres | Homens  | Homens |
| -------------------- | ------- | ----- | -------- | -------- | ------- | ------ |
|                      | pessoas | %     | pessoas  | %        | pessoas | %      |
| População            | 9364    | 100   | 4661     | 49,8     | 4703    | 50,2   |
| Densidade (pop./km²) | 40,5    | 100   | 20,2     | 20,2     | 20,3    | 20,3   |

De acordo com dados de 2002, o rendimento médio per capita ascendia a 1192,99 zł.

## Comunas vizinhas
- Chocianów, Chojnów, Gromadka, Lubin, Miłkowice, Warta Bolesławiecka, Zagrodno, Złotoryja